# غازيتا إنديانا
غازيتا إنديانا هي صحيفة عامة يتم طباعتها في مقاطعة إنديانا والمناطق المُجاورة لها. لديها ما يقرب من 50,000 مشترك، وكذلك العديد من الطبعات لأكشاك الجرائد. يتم تسليمها يوميا ما عدا أيام العطل والمناسبات الخاصة. ويقع مقرها في شارع واتر في إنديانا، بنسلفانيا.